# 科夫加尼夫卡
50°21′29″N 29°37′29″E / 50.35806°N 29.62472°E
科夫加尼夫卡（烏克蘭語：Ковганівка）是烏克蘭北部的村莊，隸屬日托米爾州的日托米爾區。該村始建於1788年，面積23.8平方公里，海拔高度156米，2001年人口130，人口密度每平方公里5.46人。